# The Plant
The Plant è un racconto di Stephen King facente parte delle opere rare e introvabili, anche se fra tali opere è una delle più conosciute e più facilmente reperibile.

## Struttura
Il racconto, originariamente distribuito in forma cartacea solo agli amici, è suddiviso in tre parti:
- Parte I - dicembre 1982
- Parte II - dicembre 1983
- Parte III - dicembre 1985

A partire dal 2000, Stephen King rende disponibile per il download tramite il suo sito le tre parti precedenti più due nuovi capitoli:
- Puntata I - luglio 2000
- Puntata II - agosto 2000
- Puntata III - settembre 2000
- Puntata IV - ottobre 2000
- Puntata V - novembre 2000
- Puntata VI - dicembre 2000

## La trama
Il libro parla di un curatore editoriale di una casa editrice che si occupa di tascabili. Un giorno il protagonista riceve un manoscritto che parla di magia. Il protagonista scrive una lettera di rifiuto per il manoscritto, ma vedendo le fotografie allegate, che sembrano autentiche, segnala la cosa alla polizia. Tale azione fa arrabbiare l'autore, che invia una pianta misteriosa all'editore.
La storia è scritta in forma epistolare, composta interamente da lettere, appunti e così via.

## Evoluzione dell'opera
L'opera nasce come biglietto d'auguri natalizio inviato ad amici e familiari.
In seguito l'opera fu pubblicata dalla casa editrice di Stephen King in edizione limitata, numerata e autografata da King stesso.
Successivamente l'opera fu al centro di un esperimento: la pubblicazione puntate sul web al costo di un dollaro a puntata. Ciascuna puntata era composta da 5000 parole. Il costo poteva essere corrisposto immediatamente o con l'impegno di pagare successivamente. Sul web uscirono sei puntate. L'interruzione dell'opera non fu presa bene da tutti coloro che avevano pagato per un e-book senza conclusione.
L'opera è incompiuta. Sull'interruzione ci sono due linee di pensiero: la prima sostiene che il progetto sia stato sospeso a causa dello scarso successo economico e al fatto che molti si impegnarono a pagare la quota pattuita e non lo fecero (King stesso dichiarò  "If you pay, the story rolls. If you don't, the story folds" ("Se pagate la storia va avanti. Se non pagate, si interrompe"); la seconda sostiene che ci fosse un'impasse dell'autore.